# 金雞SSS
《金雞SSS》（英語：Golden Chicken S）是2014年上映的一部香港喜劇電影，是《金雞》和《金雞2》的續集。由吳君如監製，鄒凱光擔任導演和編劇，吳君如繼續出演「阿金」。本電影於2014年1月30日在香港、臺灣上映。
本電影於上映後決定"補戲"，為電影增加"加長版"上映；"加長版"《金雞SSS》在2014年2月14日情人節開始上映。
另外本片在台灣播出時，片商為配合台灣市場，把原版電影裡的粵語對白、故事情節等，重新配音成國台語版，將台詞、笑點本土化，經過了大幅修改。

## 劇情
十六歲就開始做妓女的阿金（吳君如飾），經歷多個年代，見証香港的興衰。做雞沒那麼簡單，不只要有身材，還要EQ高！現在的阿金是現代最時髦的「媽媽桑」，她的旗下有一班妓女組成的「金雞SSS」，穿梭各富豪派對，見盡光怪陸離。
同行競爭日趨激烈，面對過氣江湖大佬哥頓（張家輝飾）、鴨王（郑中基飾）、古板教授（梁家輝飾）、純情大學生（余文樂飾）、山寨大明星（古天樂飾），阿金又要如何提供更專業的服務滿足他們的各式需求呢？

## 演員表
本片主角吳君如邀請了不少明星演員客串了電影中的其他角色，並表示張家輝的角色佔戲最重，可以算是本片的男主角。	
| 演員   | 角色                    | 介紹                     |
| 吳君如 | 阿金                    | 媽媽生                   |
| 張家輝 | 哥頓                    | 過氣黑社會大佬、阿金男友 |
| 王菀之 | 吳璐                    | 阿金旗下妓女             |
| 陳奕迅 | Jackie 仔               | 哥頓手下                 |
| 衛詩雅 | 阿花                    | 阿金旗下妓女             |
| 吳若希 | Candy                   | 阿金旗下妓女             |
| 林依錡 | Monna                   | 阿金旗下妓女             |
| 蔚雨芯 | Liza                    | 阿金旗下妓女             |
| 鄭中基 | 石器時代野人 / 鴨王麥基 |                          |
| 黃秋生 | 唐代嫖客                |                          |
| 甄子丹 | 葉問                    |                          |
| 黃子華 | 十三少                  |                          |
| 杜汶澤 | 田聰                    | 整容醫生嫖客             |
| 錢嘉樂 | 陳先生                  | 公司老闆嫖客             |
| 古天樂 | 江門古天樂              | 男妓兼歌手               |
| 薛凱琪 | 罅媽                    | 媽媽生                   |
| 盧海鵬 | 歐陽先生                |                          |
| 盧覓雪 | 雪雪 BB                 | 歐陽先生妻子             |
| 詹瑞文 | 齊瓦哥                  | 中醫，阿金舊客           |
| 陳冠希 | 根本岸久                | 日本色情場所老闆         |
| 黃偉文 | 拓也哥                  | Akira Gamo               |
| 余文樂 | 宅男嫖客                |                          |
| 葉山豪 | 宅男嫖客                |                          |
| 吳嘉龍 | 舒服                    | 男妓                     |
| 杜德偉 | Joey Ma                 | 爸爸生                   |
| 張敬軒 | 敬軒                    | 男妓                     |
| 曾國祥 | 男妓                    |                          |
| 黃百鳴 | 男妓                    |                          |
| 江美儀 | 售貨員                  |                          |
| 張兆輝 | 兆輝哥                  |                          |
| 蘇永康 | 阿公                    |                          |
| 梁家輝 | 陳教授                  |                          |
| 林二汶 | Sleeping                | 幼稚園排隊               |
| 潘雲峰 | 嫖客                    |                          |
| 唐劍康 | 男妓                    |                          |
| 陳爽   | 陳太太                  |                          |
| 湯駿業 | 男妓                    |                          |
| 趙勁皓 | 男妓                    |                          |
| 喇英   | 男妓                    |                          |

### 插曲
| 曲別 | 歌名               | 演唱              |
| ---- | ------------------ | ----------------- |
| 插曲 | 《世界變了樣》     | Supper Moment     |
| 插曲 | 《人若然忘記了愛》 | 鄭中基            |
| 插曲 | 《美麗新香港》     | my little airport |
| 插曲 | 《前程錦繍》       | 群星              |

## 加長版
由於《金雞SSS》票房很好，本電影於上映後決定"補戲"，為電影增加"加長版"上映，"加長版"增加了王菀之和黃偉文（Wyman）戲份，吳君如表示「因為覺得今次《金雞》好成功塑造到王菀之嘅吳璐同黃偉文嘅托也哥角色，好多觀眾話唔夠喉，我哋都覺得仲可以發揮，所以今次想再加碼加長佢哋兩個嘅戲，Wyman同菀之已經落實，應該日內就會加戲。」，"加長版"《金雞SSS》後來在2014年2月14日情人節開始上映。

## 花絮
- 和之前兩部《金雞》電影不同，女主角吳君如在《金雞SSS》請了曾負責電影《武俠》特效化妝的工作人員，利用特技倒模為她隆出38G巨胸，吳君如表示“那些血管毛孔都做得很仔細，貼到皮膚上一條縫都看不出來”[6]。

## 票房

### 香港
《金雞SSS》首周4天票房累積約港幣1577萬，在所有賀歲電影中，超越同檔上映的《西遊記之大鬧天宮》以及在前檔上映周潤發主演的《賭城風雲》，並連續拿了2周票房冠軍。至3月2日，《金雞SSS》5周累積票房為4085萬。

### 台灣
《金雞sss》在台灣第一天開畫已收一百五十萬台幣，女主角吳君如其後表示指這已是金雞系列第一集《金雞》當時在台灣上映的總票房，《金雞sss》在台灣從除夕到初二3天的票房累積近300萬台幣，而其中台北首周收187萬台幣，為列該周台北週末電影榜第七位。至2014年2月9日，《金雞sss》在台北的電影累積票房為418萬台幣。全台票房为1100万台币。
| 上一届： 《救火英雄》 | 2014年香港一週票房冠軍 第4-5週（1月27日至2月9日） | 下一届： 《鐵甲威龍》 |

## 獎項及提名
| 獎項                        | 類別             | 名字                                              | 結果 |
| --------------------------- | ---------------- | ------------------------------------------------- | ---- |
| 第34屆香港電影金像獎        | 最佳女主角       | 吳君如                                            | 提名 |
| 第34屆香港電影金像獎        | 最佳原創電影歌曲 | 《美麗新香港》作曲、填词、演唱：my little airport | 提名 |
| 第34屆香港電影金像獎        | 最佳女配角       | 王菀之                                            | 獲獎 |
| 第34屆香港電影金像獎        | 最佳新演員       | 王菀之                                            | 獲獎 |
| 第9屆亞洲電影大獎           | 最佳新演員       | 王菀之                                            | 提名 |
| 第9屆香港電影導演會年度大獎 | 最佳新演員       | 王菀之                                            | 獲獎 |
| 華語電影傳媒大獎            | 最受瞩目表现奖   | 王菀之                                            | 獲獎 |
| 香港電影評論學會大獎        | 最佳女演員       | 王菀之                                            | 提名 |
| 香港電影評論學會大獎        | 最佳男演員       | 張家輝                                            | 提名 |

## 爭議

### 宣傳議會暴力
電影尾段由梁家輝飾演的潦倒數學教授轉投政界，身穿切·格瓦拉的T恤，指出議員只要在立法會拋擲物品，就每月可以領取8萬月薪，被認為影射香港立法會議員「長毛」梁國雄。這一情節引起部分網民反感，抨擊導演鄒凱光以喜劇作「糖衣」包裝來抹黑「長毛」。「長毛」卻表示和梁家輝和吳君如關係良好，認為這是編導問題，而他本人不認識導演鄒凱光，但會尊重導演的表達自由。

## 外部連結
- 金雞SSS的Facebook專頁
- YouTube上的「金雞SSS」预告片
- Yahoo奇摩電影上《金雞SSS》的資料（繁體中文）
- 開眼電影網上《金雞SSS》的資料（繁體中文）
- 香港影庫上《金雞SSS》的資料（繁體中文）
- 时光网上《金雞SSS》的資料（简体中文）
- 豆瓣电影上《金雞SSS》的資料 （简体中文）
- 互联网电影数据库（IMDb）上《金雞SSS》的资料（英文）